# Hanns-Dieter Jacobsen
Hanns-Dieter Jacobsen (* 10. Mai 1944 in Dobbertin) ist ein |deutscher Wirtschaftswissenschaftler und Politologe. Er war Inoffizieller Mitarbeiter für das Ministerium für Staatssicherheit.

## Leben
Als Hochschullehrer war er für die Freie Universität Berlin tätig. Dort wurde er Dekan des Otto-Suhr-Instituts. Von 1968 bis 1989 war er als Inoffizieller Mitarbeiter für das Ministerium für Staatssicherheit tätig. 1992 wurde er verhaftet; gegen Kaution wurde Jacobsen freigelassen. Jacobsen war 1968 als Student von der Hauptverwaltung Aufklärung angeworben worden. Er wurde wegen Spionage verurteilt; die Strafe wurde zur Bewährung ausgesetzt.

## Schriften (Auswahl)
- Außenwirtschaftliche Handlungsspielräume Rußlands, - Freiberg: Techn. Univ., Fak. für Wirtschaftswiss., 1999
- Die Ost-West-Wirtschaftsbeziehungen als deutsch-amerikanisches Problem - Baden-Baden: Nomos-Verlagsgesellschaft, 1986
- Asymmetrien in den internationalen Wirtschaftsbeziehungen - Berlin: Wissenschaftszentrum, Internat. Inst. für Vergleichende Gesellschaftsforschung, 1979
- Asymmetries in the trade relations between the European Community and the USA - Berlin: Wissenschaftszentrum, Internat. Inst. für Vergleichende Gesellschaftsforschung, [1979]
- Kritische Einführung in die Aussenhandelstheorie (gemeinsam mit Wolfgang Bärtschi) - Reinbek bei Hamburg: Rowohlt, 1976
- Die wirtschaftlichen Beziehungen zwischen West und Ost - Reinbek (bei Hamburg): Rowohlt, 1975